# Real Brasília Futebol Clube
Il Real Brasília Futebol Clube, meglio noto come Real Brasília, è una società calcistica brasiliana con sede a Núcleo Bandeirante, nel Distretto Federale.

## Storia
Il club è stato fondato il 22 febbraio 1996 con il nome di Esporte Clube Dom Pedro II da membri dei vigili del fuoco (Bombeiros) della capitale nella regione amministrativa di Guará. Prese questo nome in onore dell'imperatore Pietro II, sotto la cui egida venne creato il corpo brasiliano dei vigili del fuoco nel 1853. Dopo essersi trasferito nella regione di Núcleo Bandeirante, il club ha cambiato nome in Esporte Clube Dom Pedro Bandeirante nel 2009. Nel 1999 e nel 2008 il club è stato finalista del Campionato Brasiliense, il campionato statale del Distretto Federale, in quegli anni partecipò anche alla Série C e partecipò inoltre alla Coppa del Brasile nel 2000 e nel 2009.
Nel 2016 il club è stato rinominato Real Futebol Clube. Inizialmente doveva chiamarsi Real Brasília Futebol Clube, ma si decise questo per evitare confusione con il Brasília FC. Solo quando quest'ultimo è retrocesso nella seconda divisione statale al termine della stagione 2019, il cambio di denominazione del club è stato annunciato nel novembre dello stesso anno, che è divenuto ufficiale a partire dal 10 dicembre 2019.

## Palmarès

### Competizioni statali
- Campionato Brasiliense: 1

2023
- Campeonato Brasiliense Segunda Divisão: 2

2002, 2016

### Altri piazzamenti
- Campionato Brasiliense:

Secondo posto: 1989, 2008